# Coşkun Demirbakan
Coşkun Demirbakan (* 10. November 1954 in Eskişehir) ist ein ehemaliger türkischer Fußballspieler und -trainer. Während seiner aktiven Laufbahn trug er den Spitznamen Imparator.

## Spielerkarriere
Demirbakan begann seine professionelle Karriere als Fußballspieler in der Saison 1972/73 bei Fenerbahçe Istanbul. Der Abwehrspieler gab sein Debüt am 13. Mai 1973 gegen Giresunspor, dieses war auch sein einziges Spiel für diese Saison. Zur Saison 1973/74 wechselte Demirbakan in die 2. Liga zu Malatyaspor und blieb genauso wie bei Fenerbahçe lediglich eine Spielzeit. Er kehrte in die Süper Lig zurück und spielte fortan für Eskişehirspor.
In seiner ersten Saison gehörte er zum erweiterten Kader und kam auf acht Spiele. In der zweiten und dritten Saison änderte sich seine Rolle in der Mannschaft. Er wurde Stammspieler und spielte 58 von 60 Ligaspiele. Durch diese Leistung kam seine Rückkehr zu Fenerbahçe Istanbul zustande. Auch bei Fenerbahçe Istanbul spielte Demirbakan als Stammspieler und wurde in der Saison 1977/78 zum ersten und einzigen Mal türkischer Meister. In der darauffolgenden Saison wurde er mit der Mannschaft türkischer Pokalsieger.
Während der Saison 1979/80 kam er nur noch zu vier Einsätzen, weshalb eine Trennung zum Ende der Saison erfolgte. Er ging zum Zweitligisten Sakaryaspor. Bereits in seinem ersten Jahr mit Sakarya gelang ihm der Aufstieg in Süper Lig. In der Saison 1982/83 erlitt Demirbakan eine Verletzung am Meniskus. Diese Verletzung zwang ihm zum vorzeitigen Karriereende im Jahr 1985.
Für die Türkei spielte Coşkun Demirbakan zweimal.

## Trainerkarriere
In seiner Trainerkarriere arbeitete Demirbakan bei vielen Klubs. Seine größten Erfolg feierte er mit dem Aufstieg Diyarbakırspors in die Süper Lig im Mai 2009.
Im Januar 2016 übernahm er den Zweitligisten Elazığspor und trat bereits nach fünf Spieltagen trat er von seinem Amt zurück. Im September 2018 wurde er beim Zweitligisten Adanaspor als neuer Cheftrainer vorgestellt. Im September 2019 übernahm er erneut Eskişehirspor als Cheftrainer.

## Erfolge

### Als Spieler
Mit Fenerbahçe Istanbul
- Türkischer Fußballmeister: 1978
- Türkischer-Fußballpokal-Sieger: 1979

Mit Sakaryaspor
- Meister der TFF 1. Lig und Aufstieg in die Süper Lig: 1980/81

### Als Trainer
Mit Diyarbakırspor
- Vizemeister der TFF 1. Lig und Aufstieg in die Süper Lig: 2008/09